# روي كوبر
روي كوبر (بالإنجليزية: Roy Cooper)‏ هو سياسي أمريكي، ولد في 13 يونيو 1957 بناشفيل في الولايات المتحدة. حزبياً، نشط في الحزب الديمقراطي.

## مناصب
- انتخب North Carolina Attorney General [الإنجليزية]‏ (2001 – 2017).
- انتخب عضو مجلس ولاية كارولاينا الشمالية (1991 – 2001).
- انتخب حاكم كارولينا الشمالية [الإنجليزية]‏ (2017 – ).
- انتخب عضو مجلس نواب كارولينا الشمالية (1987 – 1991).
- انتخب North Carolina Attorney General [الإنجليزية]‏ (6 يناير 2001 – ).

## وصلات خارجية
- الموقع الرسمي